# Segeneiti
Cet article concerne une ville de l'Érythrée. Pour le district du même nom, voir Segeneiti (district).
Segeneiti (ou Saganeiti, Segheneyti) est une ville d'Érythrée, située dans la région du Debub, elle est la capitale du district de Segeneiti. La ville compte 5 656 habitants en 2005.